# Iļja Petrušenko
Iļja Petrušenko (* 20. April 1999) ist ein lettischer Leichtathlet, der sich auf den Sprint spezialisiert hat.

## Sportliche Laufbahn
Erste internationale Erfahrungen sammelte Iļja Petrušenko im Jahr 2016, als er bei den erstmals ausgetragenen Jugendeuropameisterschaften in Tiflis im 400-Meter-Lauf in 48,03 s den sechsten Platz belegte. Anschließend nahm er mit der lettischen 4-mal-400-Meter-Staffel an den U20-Weltmeisterschaften in Bydgoszcz teil, verfehlte dort aber mit 3:10,85 min den Finaleinzug. Im Jahr darauf schied er bei den U20-Europameisterschaften in Grosseto über 400 Meter mit 47,71 s im Halbfinale aus und belegte mit der Staffel in 3:11,62 min Rang fünf. 2018 scheiterte er dann bei den U20-Weltmeisterschaften in Tampere mit 47,66 s in der ersten Runde. 2019 nahm er mit der Mixed-Staffel an den Europaspielen in Minsk teil und erreichte dort nach 3:30,40 min Rang 22. Anschließend wurde er bei den U23-Europameisterschaften in Gävle im 400-Meter-Hürdenlauf in der Vorrunde disqualifiziert und erreichte auch mit der Staffel nach 3:08,88 min nicht das Finale. 2021 startete er bei den Halleneuropameisterschaften in Toruń und schied dort mit 48,46 s im Vorlauf aus. Im Juli schied er bei den U23-Europameisterschaften in Tallinn mit 47,17 s im Halbfinale über 400 m aus und belegte mit der 4-mal-100-Meter-Staffel in 40,18 s den sechsten Platz. 
2023 schied er bei den Halleneuropameisterschaften in Istanbul mit 47,95 s in der ersten Runde über 400 Meter aus.
2020 wurde Petrušenko lettischer Meister im 200-Meter-Lauf sowie 2019 und 2020 in der 4-mal-400-Meter-Staffel. Zudem siegte er 2020, 2022 und 2023 über 200 und 400 Meter in der Halle.

## Persönliche Bestleistungen
- 200 Meter: 21,29 s (+2,0 m/s), 29. Mai 2021 in Palanga
  - 200 Meter (Halle): 21,54 s, 27. Februar 2023 in Valmiera
  - 300 Meter (Halle): 33,64 s, 29. Januar 2023 in Tallinn (estnischer Rekord)
- 400 Meter: 47,17 s, 9. Juli 2021 in Tallinn
  - 400 Meter (Halle): 47,88 s, 18. Januar 2020 in Kuldīga
- 400 m Hürden: 51,73 s, 16. Juni 2019 in Florenz